# グレイス&グラティチュード
『グレイス&グラティチュード』（Grace and Gratitude）は、2006年にリリースされたオリビア・ニュートン＝ジョンの22枚目のスタジオ・アルバムである。

## 解説
- 2006年にウォルグリーンの店舗限定で販売されたのち、2010年にリニューアル盤が発売された。日本盤の内容はリニューアル盤に準じている。
- タイトル曲は発売以降のコンサートツアーでセットリストの最後を飾る曲として定着していた。

## 収録曲（日本盤）
1. シェヒナ〜神殿 - Shekhinah (interlude)
2. パールズ・オン・ア・チェイン - Pearls on a Chain
3. イェソドゥ〜礎 - Yesod (interlude)
4. トゥ・ビー・ウォンテッド (feat.マーク・マズリ) - To Be Wanted (featuring Mark Masri)
5. ホドゥ〜栄光 - Hod (interlude)
6. ラーン・トゥ・ラヴ・ユアセルフ - Learn to Love Yourself
7. ネズァハ〜永遠 - Nezah (interlude)
8. グレイス&グラティチュード - Grace and Gratitude
9. ティフェレット〜美 - Tiferet (interlude)
10. ラヴ・イズ・レッティング・ゴー・オブ・フィア - Love is Letting Go of Fear
11. ヘセッドゥ-ゲヴラ〜優美に厳格に - Hesed-Gevurah (interlude)
12. ガテ・ガテ〜前進 - Gaté Gaté
13. タアラ・ル・バドゥル・アライナ〜月光 - Ta'la al Badru 'Alayna (interlude)
14. レット・ゴー・レット・ゴッド - Let Go Let God
15. ビナ〜英知 - Binah (interlude)
16. アイ・ウィル・リフト・アップ・マイ・アイズ (feat.エイミー・スカイ) - I Will Lift Up My Eyes (featuring Amy Sky)
17. トーダ〜感謝の祈り (feat.デヴィッド・ダーリング) - Todah (interlude; featuring David Darling)
18. ヘルプ・ミー・トゥ・ヒール - Help Me to Heal
19. ホフマ〜知恵 - Hochmah (interlude)
20. ザ・パワー・オブ・ナウ - The Power of Now
21. ケテル〜王冠 - Keter (interlude)
22. インストゥルメント・オブ・ピース (feat.マーク・ジョーダン) - Instrument of Peace (featuring Marc Jordan)
23. マジック (トレイシー・ヤング・リミックス) - Magic (Tracy Young Remix)
24. フィジカル (トレイシー・ヤング・リミックス) - Physical (Tracy Young Remix)